# Drzewicz
Drzewicz (kaszb. Drzewicz, niem. Drewitz) – osada leśna kaszubska w Polsce położona w województwie pomorskim, w powiecie chojnickim, w gminie Chojnice. Osada jest częścią składową sołectwa Swornegacie.
W latach 1975–1998 miejscowość administracyjnie należała do województwa bydgoskiego.
Drzewicz jest położony na terenie Zaborskiego Parku Krajobrazowego, między jeziorami Łąckim i Dybrzyk, sąsiaduje bezpośrednio z Parkiem Narodowym „Bory Tucholskie”.
Przez osadę przebiega droga wojewódzka nr 236 łącząca Konarzynki przez Swornegacie z miejscowością Brusy.
Według legendy w lipcu 1810 podczas przeprawy przez Brdę pod znajdującą się nieopodal obecnego pola namiotowego w Drzewiczu lipą (zwaną później Lipą Napoleona) odpoczywał sam Napoleon Bonaparte. Dzisiaj z lipy pozostał już tylko spróchniały korzeń, a obecność cesarza upamiętnia tablica na pobliskim drzewie i głaz pamiątkowy.